# Kastell Bodegraven

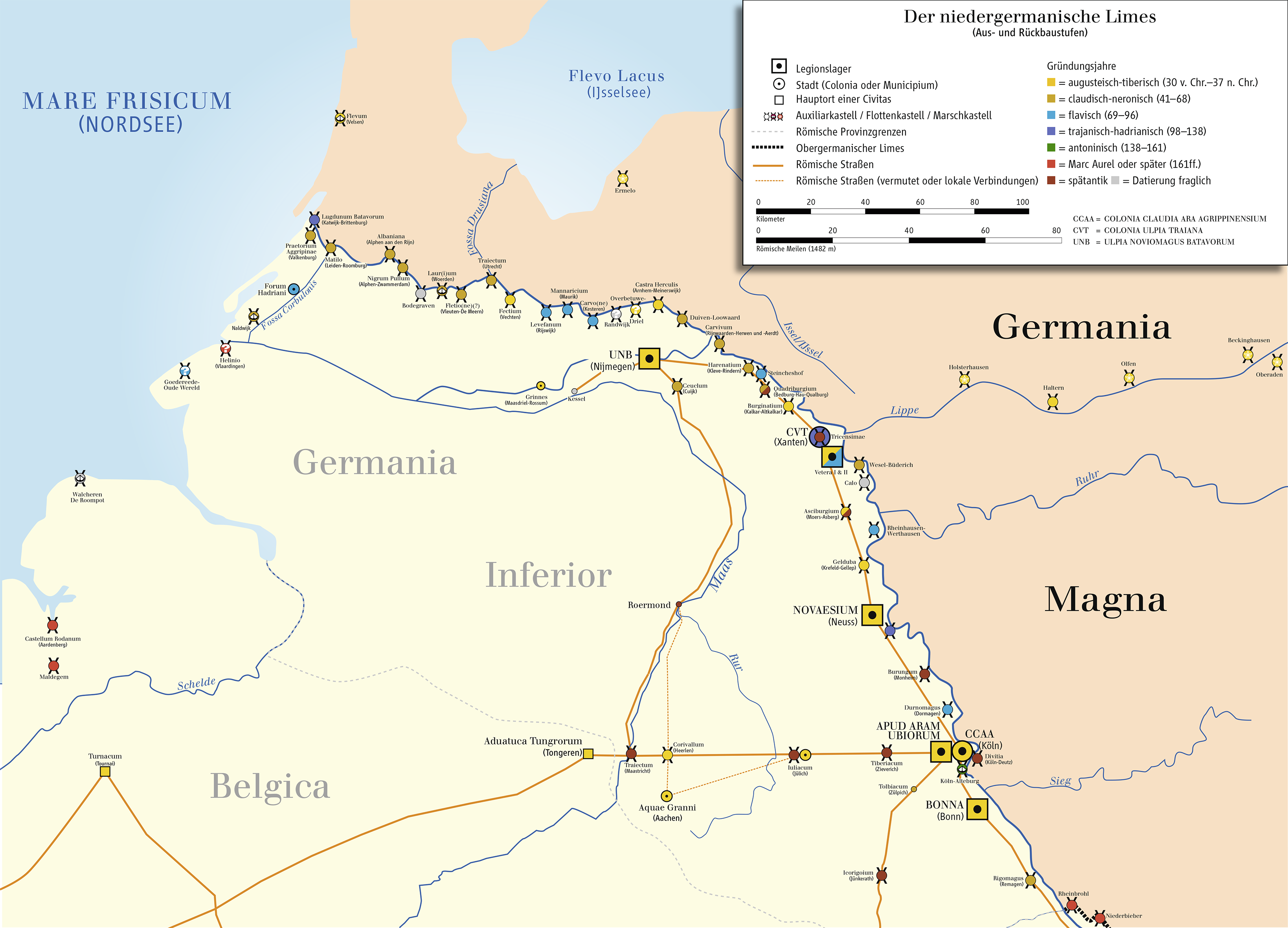
Bodegraven im Verlauf des Niedergermanischen Limes

Das Kastell Bodegraven war ein römisches Auxiliarkastell am Niedergermanischen Limes, der seit 2021 zum UNESCO-Weltkulturerbe gehört. Die heute größtenteils überbauten, antiken Relikte liegen auf dem Gebiet von Bodegraven, einer Kleinstadt der Gemeinde Bodegraven-Reeuwijk in der niederländischen Provinz Südholland.

## Lage und Forschungsgeschichte
Das Kastellareal von Bodegraven lag unmittelbar südlich des Oude Rijn an einer Stelle, an der es notwendig war, die Römische Rheintalstraße über eine Brücke oder einen Damm zu führen, und an der Wasserläufe abzweigten, über die es möglich war, parallel zum Rhein bis nach Nigrum Pullum zu gelangen. Das heutige Bodendenkmal befindet sich im Ortszentrum, beidseitig der Willemstraat und des Oud Bodegraafseweg.
Das Gebiet von Bodegraven geriet erst spät in den Fokus der Provinzialrömischen Archäologie. Noch 1974, als das erste Standardwerk zum Niedergermanischen Limes von Jules Bogaers und Christoph B. Rüger erschien, war von Bodegraven nicht die Rede. Zwar war die Stadt als Fundort römischer Relikte spätestens seit den 1940er Jahren bekannt und in den 1960er Jahren war man wiederholt an verschiedenen Stellen auf eine Brandschuttschicht gestoßen, aber Überlegungen zu einer militärischen Nutzung, einem möglichen Garnisonsort basierten zunächst nur auf der Hypothese, dass eine militärische Überwachung dieses Gebietes auf Grund der verkehrsgeographischen Situation (insbesondere der vorhandenen Verkehrswege zu Wasser) geboten gewesen sein könnte. Diese Hypothese wurden in den Jahren 1977 und 1994 durch Funde erhärtet, die offenbar aus einem militärischen Kontext stammten, darunter Ziegelstempel mit den Inschriften TRA, LXG und VEX EX GER.
Bis vor einigen Jahren kümmerten sich fast ausschließlich ehrenamtlich tätige Amateurarchäologen der Organisation AWN (Vereniging van Vrijwilligers in de Archeologie) um die archäologischen und bodendenkmalpflegerischen Belange von Bodegraven. Die Untersuchungen blieben zum Teil Stückwerk und wurden zusammenfassend erstmals 2016 publiziert.

## Befunde
Die Befunde insgesamt sprechen für drei verschiedene Ausbauphasen: auf ein (möglicherweise nur temporäres) Zeltlager (Bodegraven 1) folgte ein Kastell in Holz-Erde-Lager (Bodegraven 2), das schließlich durch ein Steinkastell (Bodegraven 3) ersetzt wurde. Bei allen Befunden ist zu beachten, dass diese jeweils nur an vereinzelten Stellen und nicht flächendeckend nachgewiesen werden konnten. Am besten erforscht werden konnte das Holz-Erde-Kastell. Dessen Grundriss und Struktur wurde zunächst aufgrund zweier gesicherter Positionen rekonstruiert, der Position der Porta Praetoria (auf einem Grundstück Ecke Willemstraat /Oud Bodegraafseweg) und der Position einer Mannschaftsbaracke (westlich des Oud Bodegraafseweg). Der Kastellaufbau ähnelt dem der Lager von Nigrum Pullum und Albaniana und scheint demnach einen Grundriss von rund 120 m mal 70 m gehabt zu haben. Die Porta Praetoria war, dem römischen Standard entsprechend, zum Rhein, also zum Feind hin ausgerichtet.

### Vermutete Zeltbauphase (Bodegraven 1)

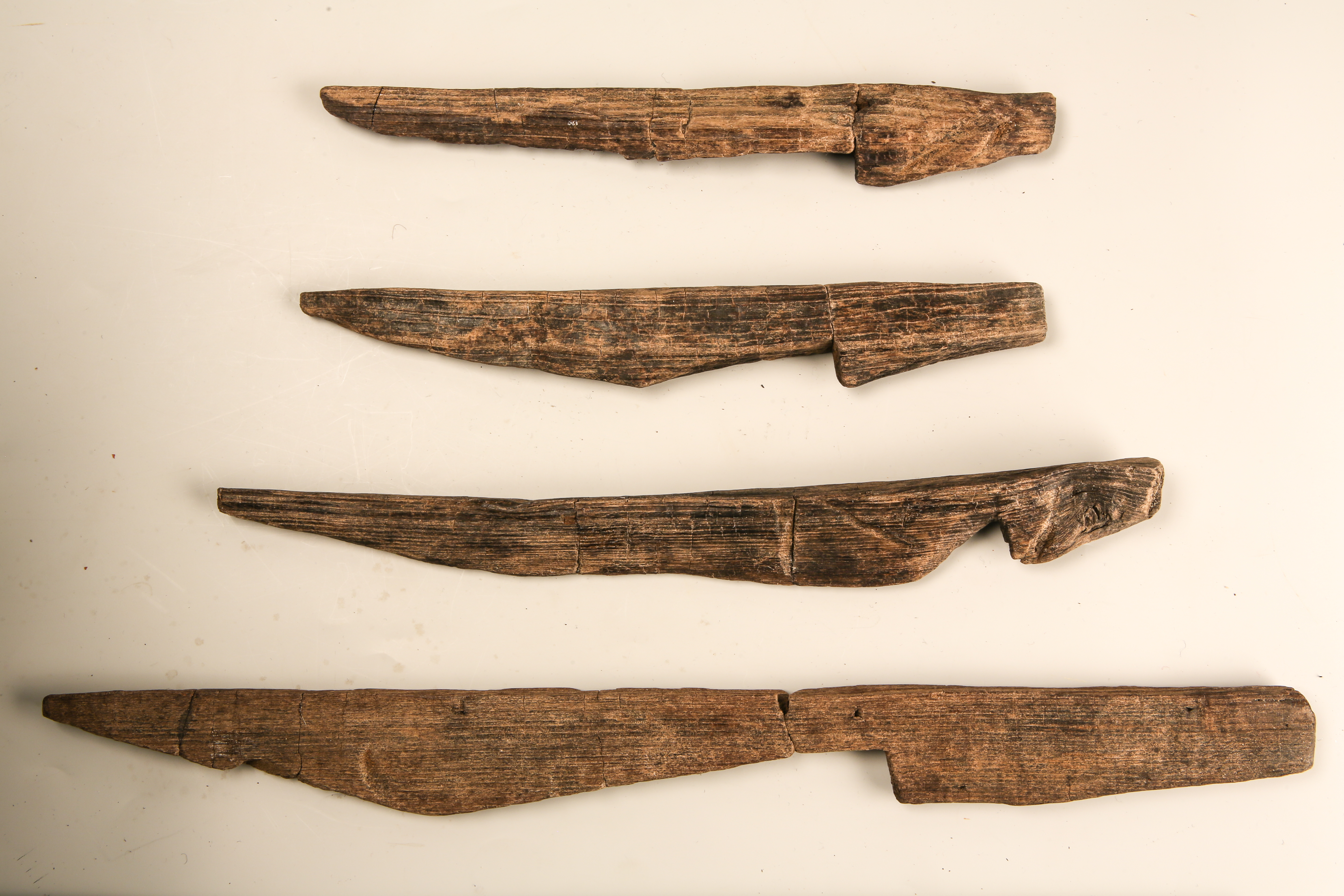
Hölzerne Zeltheringe aus Bodegraven
AO: Erfgoedhuis Zuid-Holland

Ein der frühesten Holzbauphase vorausgehendes Zeltlager (mit Erdumwallung) wird nur durch ein einziges Indiz nahegelegt. Dies besteht aus dem Fund von über sechzig verschiedenen, hölzernen Zeltheringen, der in den Jahren 1995/1996 gemacht wurde. Die Heringe bestehen aus Esche, Erle, Eiche und Ahorn und waren nicht mehr in allen Fällen vollständig erhalten. In diesem Zusammenhang zu erwartende Funde von Lederfragmenten fehlen, auch eiserne Heringe, wie man sie sonst aus frühen römischen Militärlagern kennt, konnten nicht gefunden werden.

### Holzbauphase (Bodegraven 2)
Die Abmessungen der Porta Praetoria in der Holzbauphase betrugen 10,70 m mal 6,10 m, was in etwa den Haupttoren von Albaniana, Praetorium Agrippinae und Nigrum Pullum entspricht. Von dieser Gesamtfläche entfallen auf die beiden Tortürme jeweils 3,20 m mal 6,10 m. Zu beiden Seiten des Haupttores konnte auf einer Strecke von jeweils vier Metern eine rund drei Meter starke Holz-Erde-Mauer nachgewiesen werden. Ein Befund, der möglicherweise als (rund fünf Meter breiter) Verteidigungsgraben (der mit Material gefüllt war, das Zeltheringe der ersten Bauphase enthielt) angesprochen werden kann, wurde lediglich an einer Stelle westlich des Oud Bodegraafseweg angetroffen, andere Spuren von Verteidigungsgräben wurden nicht festgestellt. Dendrochronologisch wurde für das bei der Errichtung des Tores verwendete Holz das Jahr 61 als Fälldatum bestimmt. Da jedoch nicht ausgeschlossen werden kann, dass es sich um jüngere Hölzer handelt, die nachträglich zu Reparaturzwecken eingebracht worden sind, ist es auch durchaus denkbar, dass die erste Holzfortifikation analog zu allen Kastellen, die von Traiectum an in westlicher Richtung liegen, bereits in den Jahren zwischen 40 und 50 errichtet wurde.
Von der Innenbebauung ist zumindest die westlichste Mannschaftsbaracke der Praetentura (vordere Lagerhälfte) mit ihren Contubernien sowie einer vorbei führenden Gasse (spatium conversantibus) gesichert. Die Mannschaftsbaracken in Bodegraven verlaufen in Nord-Süd-Richtung, während die Contubernien von Ost nach West ausgerichtet sind. Der größte Teil der Waffenkammern (armae) konnte nicht ermittelt werden, weil sie sich außerhalb des untersuchten Bereichs befanden. In einem Contubernium wurde noch der Rest einer Herdstelle nachgewiesen.

### Vermutete Steinbauphase (Bodegraven 3)
Von der in Bodegraven analog zu den Nachbarkastellen zu vermutenden Steinbauphase ist nur sehr wenig bekannt. Zumindest ein Indiz stellt eine dichte Anhäufung von rund 15 cm durchmessenden Holzpfählen etwa zehn Meter nördlich der Porta Praetoria dar, die vielleicht als Fundamentierung einer später vollständig abgerissenen und sekundär verwendeten Steinmauer gedient haben, wenn man sie denn nicht als mögliche Kaianlage ansprechen will. Für eine dendrochronologische Analyse gab es kein ausreichendes Material und die ungenauere Radiokarbonmethode erbrachte widersprüchliche Resultate. Lediglich eine Probe ließ sich halbwegs verlässlich der für eine Steinbauphase anzunehmenden, beginnenden zweiten Hälfte des zweiten Jahrhunderts zuweisen.

## Funde und Fundinterpretationen
Einen besonderen Fund aus Bodegraven stellt eine im Jahre 2000 durch einen Amateurarchäologen entdeckte, aufgerollte Inschriftentafel dar. Sie besteht aus Blei und ist abgewickelt von rechteckiger Form in den Abmessungen von 17 cm mal 7 cm bei einer Dicke von zwei Millimetern. Die Inschrift listet in drei Spalten über 20 verschiedene Personennamen auf.
Clodium / Cabrunum / Lupum / Placidum / Campanum / Casticium / Atrectun / Protum // Cattium / Boebium / {S} Scantium / Iulium / Pastorem / Silium / Telesinum / [Pr]iscum / Ingenum // Saturninum / Alcimum / Escingum / Etsigum / Avern[ales] / sic TSI V IIO ro[go(?)] / quom[odo 3] / UT[
Jan Kees Haalebos fand nur einen Tag vor seinem plötzlichen Tod den möglichen Schlüssel zur Bedeutung der Tafel, indem er das Wort AVERN auf den Lago d’Averno bezog, der in der römischen Antike, nicht zuletzt wegen seiner Lage inmitten der Campi Flegrei als Zugang zur Unterwelt galt. Demnach handele es sich bei der Tafel um eine so genannte tabula defixionum (auch tabula devotionum oder tabula exsecratio), eine Fluchtafel, mit der auf die genannten Personen auch nach deren Tod die Strafe der Götter beschworen werden sollte. Solche Tafeln wurden aufgerollt, um nur für die Götter lesbar zu sein.
Die Namen selbst sind uneinheitlicher Herkunft und könnten aus verschiedenen Gegenden des Imperiums stammen. Fünf der Namen jedoch scheinen auf der Iberischen Halbinsel beheimatet zu sein. Dies wiederum korreliert mit einem weiteren Inschriftenfund in Form zweier Fragmente eines Ziegelstempels, der möglicherweise auf die Cohors II Asturum pf (oder die Cohors VI Asturum) verweist, auch wenn diese Interpretation nicht als gesichert gelten kann.

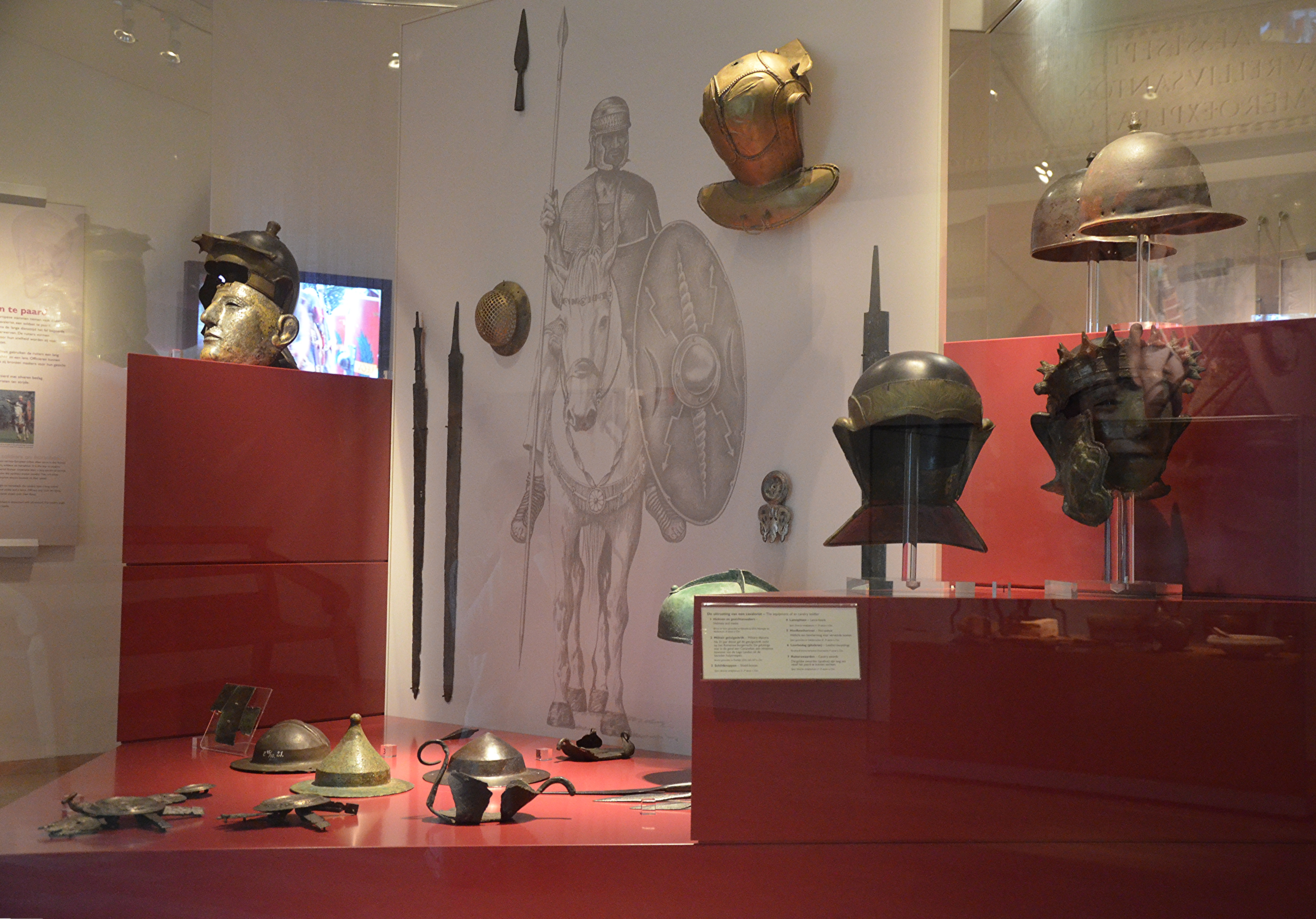
Mitte oben:
Paradehelm aus Bodegraven im Rijksmuseum van Oudheden, Leiden

Bereits 1937 war im Bereich der rund 2,5 km östlich gelegenen Festung Wierickerschans aus dem 17. Jahrhundert ein Parade-Reiterhelm gefunden worden. Der Helm besteht aus versilberter und vergoldeter Bronze und ist reichhaltig verziert. Auf der Innenseite seines Nackenschutzes befinden sich die Ritzinschriften zweier ehemaliger Besitzer, QV(intus) SALONIVS T(urma) IONI POPNIS TI CASSIS IVSTI (Frei übersetzt: „Quintus Salonius aus der Turma (Schwadron) des Ionus“ und „Popnus, der den Helm zu Recht besitzt“). Der Helm konnte auf die Zeit vom letzten Viertel des zweiten bis zum ersten Viertel des dritten Jahrhunderts datiert werden.

## Fundverbleib und museale Präsentation
In Bodegraven selbst gibt es kein römisches Museum. Das Fundmaterial verteilt sich auf die Gemeinde Bodegraven, das Provinciaal Archeologisch Depot Zuid-Holland, die Rheinstrecken-Abteilung der AWN, verschiedene private Sammlungen und das Rijksmuseum van Oudheden in der nur rund 20 km Luftlinie entfernten Stadt Leiden. Das Fluchtäfelchen wurde 2007 vom Museum Het Valkhof in Nijmegen erworben.

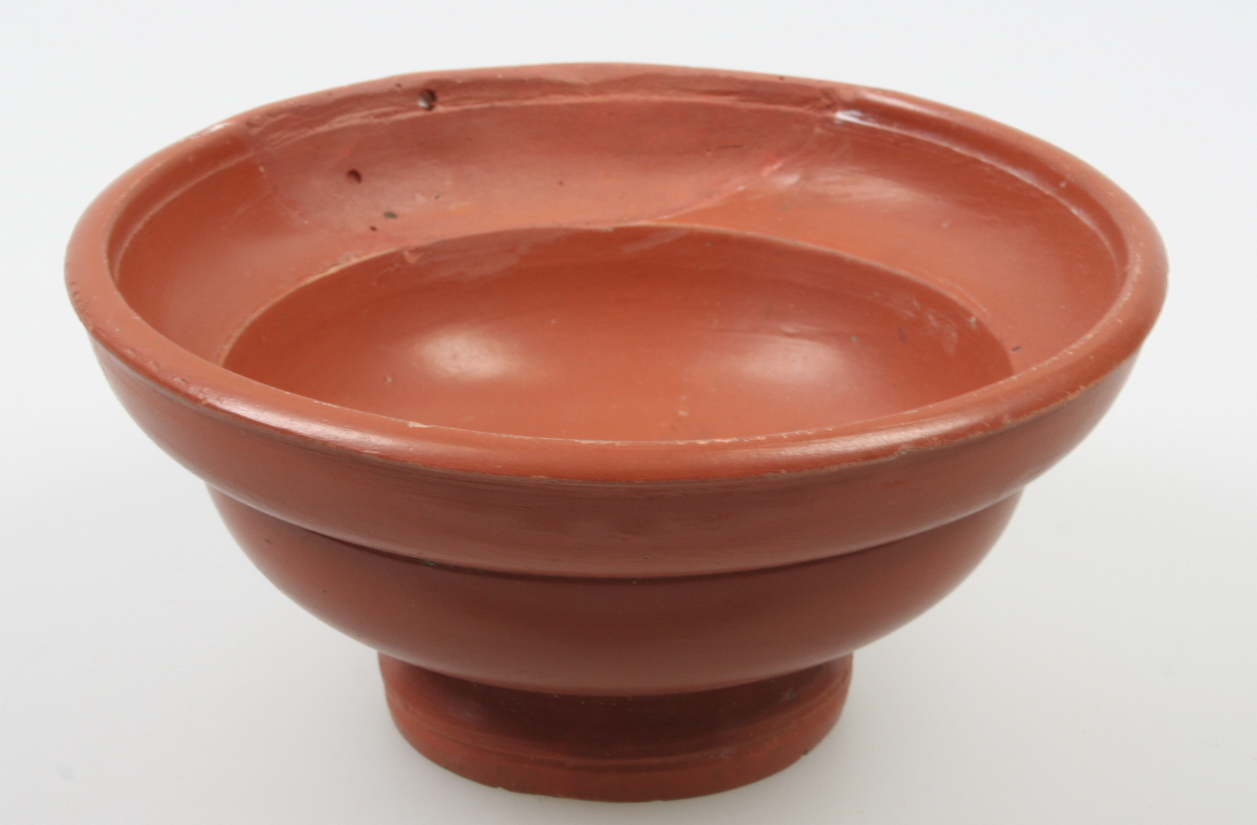
Schüssel Terra sigillata AO: Rijksmuseum van Oudheden, Leiden
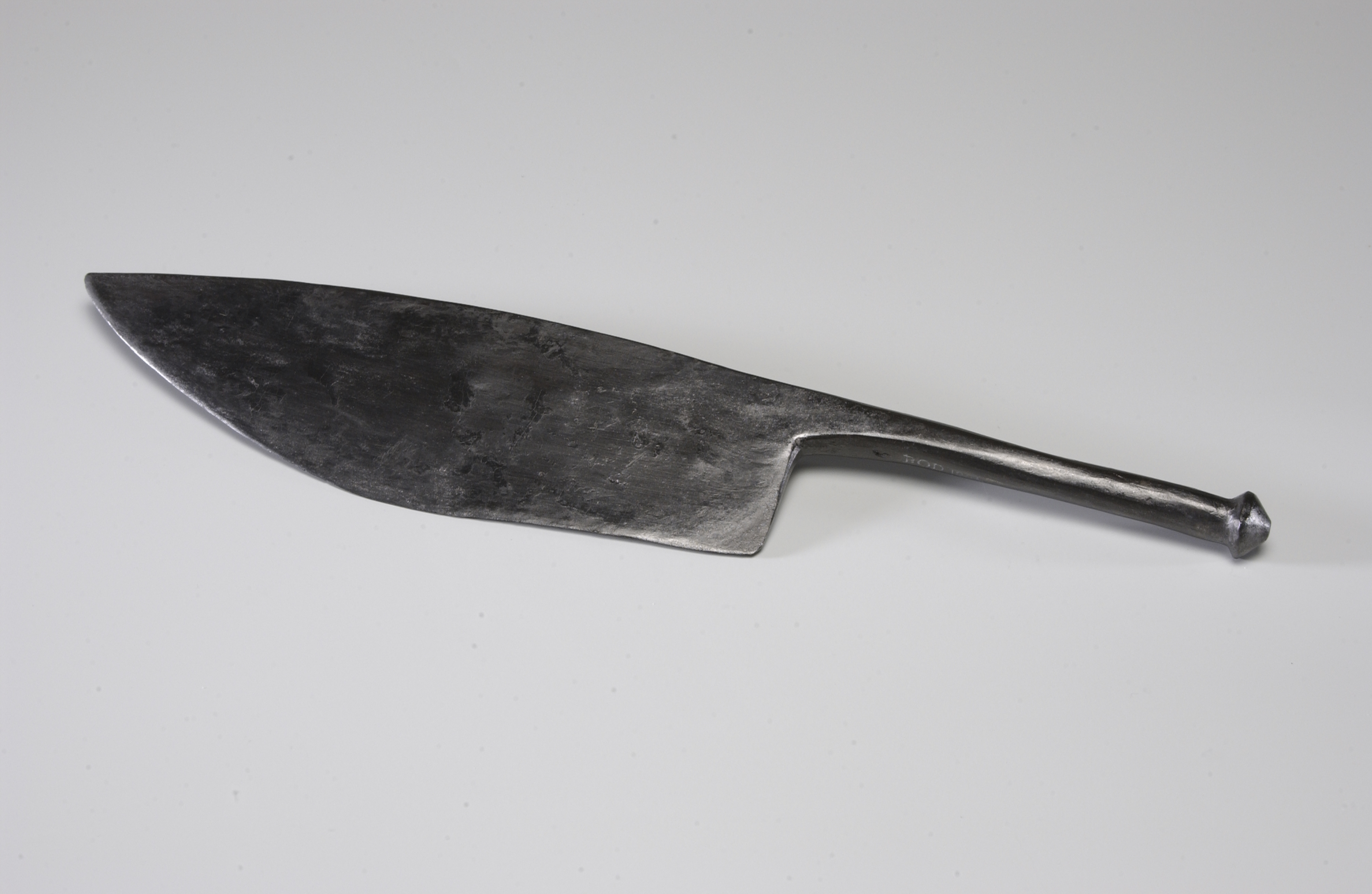
Schlachtermesser Eisen, 1. bis 3. Jh. AO: RMO, Leiden
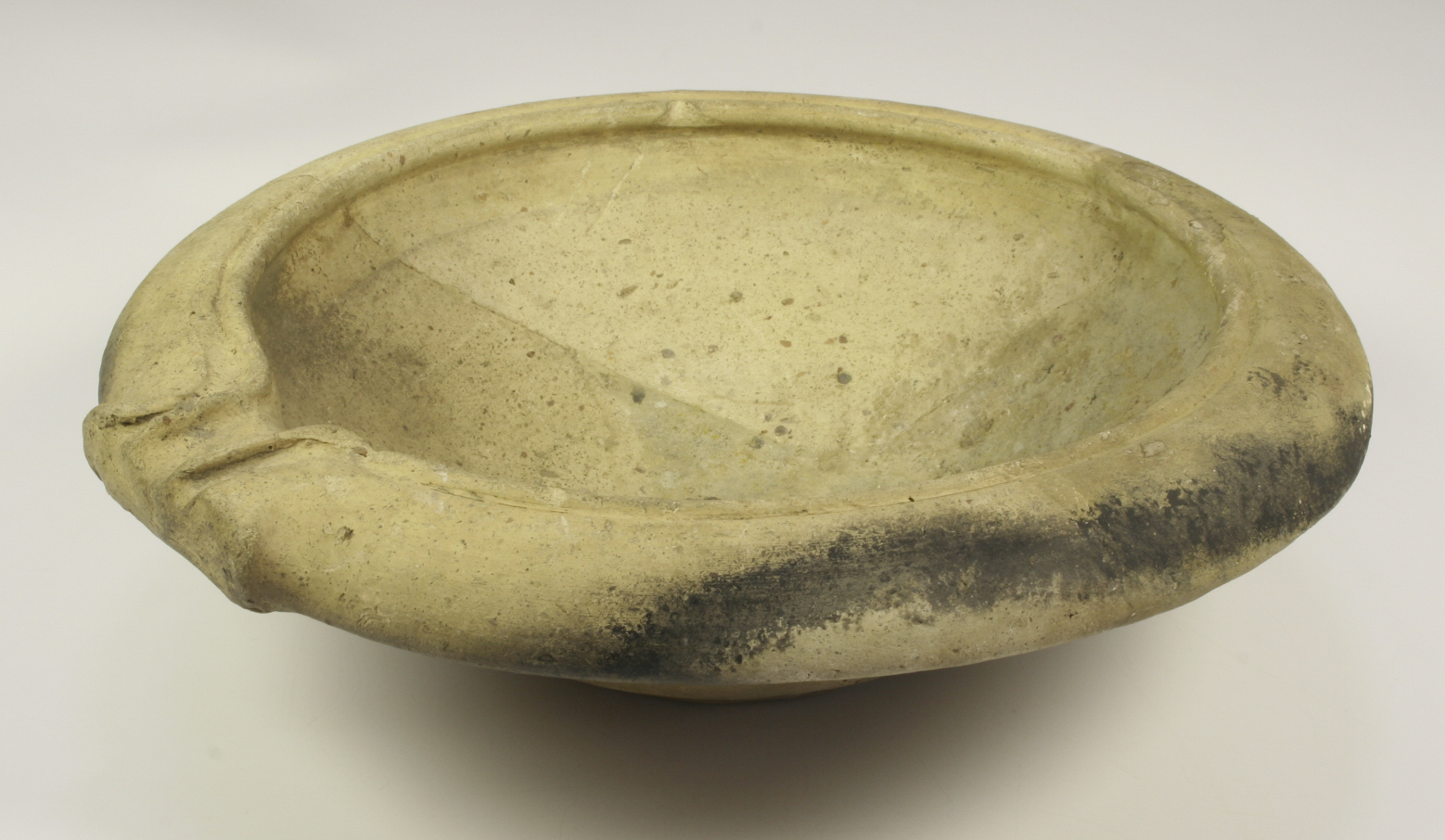
Reibschale Keramik, 2. Jahrhundert AO: RMO, Leiden